# Edoardo Mortara
Edoardo Alberto Gérard Mortara (Genebra, 12 de janeiro de 1987) é um automobilista ítalo-franco-suíço que atualmente compete na Fórmula E pela equipe Mahindra Racing. Estreou na categoria em 2017–18 pela Venturi, a acompanhando em sua mudança de nome para Maserati, onde ficou até 2022–23. Foi vice-campeão em 2020–21.
Ele também competiu na DTM entre 2011 e 2018, sendo vice-campeão em 2016. Anteriormente, ele foi campeão da Fórmula 3 Euro Series em 2010.
Ele foi dez vezes vencedor do Grande Prêmio de Macau de 2008 a 2017, entre corridas de Fórmula 3 e de Gran Turismo. Essas vitórias incluem a corrida classificatória de F3 de 2008, a corrida principal de F3 de 2009, as corridas classificatória e principal de F3 de 2010, as corridas de GT de Macau de 2011, 2012, 2013, a Audi R8 LMS de 2013 e as corridas classificatória e principal da Copa do Mundo de GT de Macau de 2017. Este é um recorde para qualquer piloto ou motociclista em Macau até o momento.

## Biografia
Edoardo Alberto Gérard Mortara nasceu em Genebra, na Suíça, sendo filho de pai italiano e de mãe francesa. Ele possui tripla cidadania, sendo suíço, italiano e francês. Edo, como é carinhosamente chamado, já correu com as licenças da Itália e da Suíça em sua carreira. Seu pai foi piloto e trabalhou com finanças. Edoardo cresceu no meio automobilístico, já que seus tios maternos eram pilotos de ralí, e sua mãe costumava levá-lo, juntamente com seu irmão, para as corridas. Além de pilotar, Edoardo jogava futebol, chegando a jogar em categorias de base e a ser convidado para jogar na equipe juvenil da Suíça, mas ele recusou por conta de sua carreira automobilística.
Edoardo fala cinco idiomas: francês, inglês, italiano, alemão e espanhol. Em 2012, o piloto concluiu seus estudos em Economia com bacharelado em administração de empresas pela Universidade de Genebra, algo que foi desejo de seus pais e dele próprio, que afirmou que "estudar é uma paixão". Em 2013, Edoardo e alguns amigos abriram um restaurante japonês no bairro de Carouge, em Genebra. Em 2022, ele afirmou ter vendido o restaurante anos antes.
Em agosto de 2014, Edoardo se casou com a chilena Montserrat Retamal Aguilar, com quem se relacionava há seis anos. Em julho de 2016, o casal divulgou o nascimento de sua primeira filha, Sofia.

## Carreira

### Anos iniciais
Mortara se introduziu no cartismo aos oito anos, competindo profissionalmente de 1999 até 2005 em categorias da Itália e da Europa.
Começou a carreira nos monopostos em 2006, ao competir na Fórmula Renault. Mortara se torna o melhor estreante na Fórmula Renault italiana ao fechar em quarto na classificação geral e somar 144 pontos, e também ganhando experiência na Eurocopa de Fórmula Renault, conquistando oito pontos e sendo vigésimo segundo colocado.

### Fórmula 3 Euro Series
Mortara se juntou à Signature Plus para competir na Fórmula 3 Euro Series em 2007, vencendo duas provas, conquistando quatro pódios e sendo o oitavo colocado. Em 2008, entrou como favorito ao título, rivalizando com os pilotos da ART e futuros membros da F1 Nico Hülkenberg e Jules Bianchi. Mortara teve seis pódios, mas venceu apenas uma prova, a corrida 2 do Grande Prêmio de Pau. Foi incapaz de fazer frente ao domínio de Hülkenberg, e assim, o suíço fechou o ano como vice-campeão, com quase a metade dos pontos acumulados pelo alemão, mas à frente do terceiro colocado e estreante Bianchi por apenas 1,5 pontos. Ele também venceu a corrida de qualificação do Grande Prêmio de Macau e terminou em segundo lugar na corrida principal daquele ano.
No final da temporada de 2009, Mortara retornou à Fórmula 3 para disputar o Grande Prêmio de Macau com a Signature, prova que venceu facilmente, superando o companheiro de equipe Jean Karl Vernay.
Com isso, Mortara retornou à categoria em 2010, novamente pela Signature. Mais experiente, Mortara controlou o campeonato, obtendo onze pódios nas dezoito provas da temporada, incluindo sete vitórias. Fechou o ano com 101 pontos, 25 a mais do que o vice Marco Wittmann e 27 a mais do que o futuro piloto de F1 Valtteri Bottas. Naquele mesmo ano, Mortara voltou a triunfar no Grande Prêmio de Macau, tornando-se o primeiro a vencer a tradicional prova por duas vezes consecutivas.

### GP2 Series

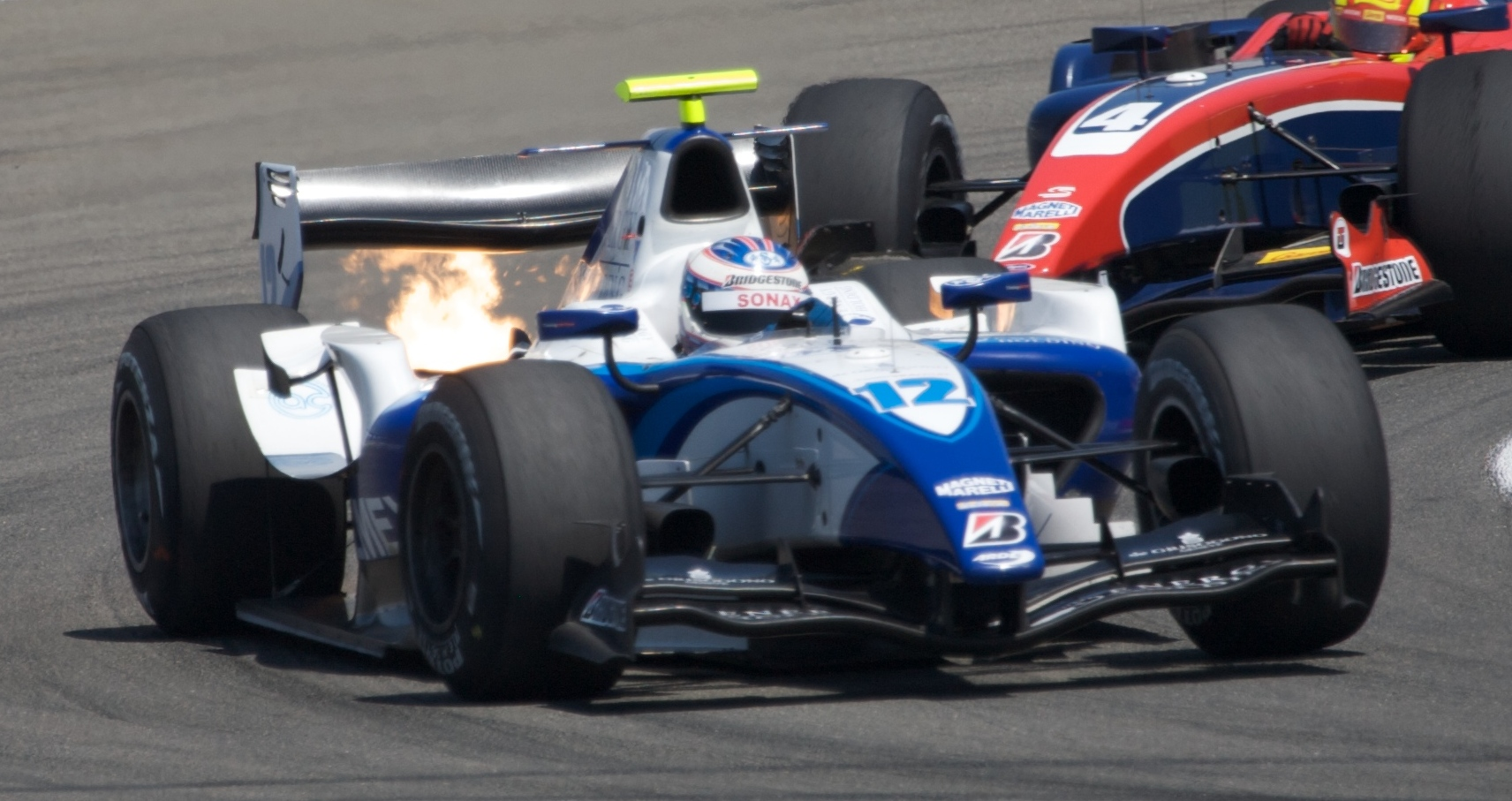
Mortara (à frente) durante a etapa da Turquia da GP2 de 2009

Mortara competiu na GP2 Asia Series em 2008-09, pela Trust Team Arden. Substituiu Renger van der Zande no carro número 4 e foi companheiro do brasileiro Luiz Razia. Mesmo tendo entrado apenas na terceira rodada, Mortara, que competiu nesse campeonato com a licença italiana, teve os mesmos onze pontos do piloto regular Giedo van der Garde, mas ficou com a 11ª posição por ter feito um pódio em sua prova de estreia no Barém. Mortara também foi superior a Razia por dois pontos, mesmo com o brasileiro vencendo a corrida de encerramento da temporada.
Mais tarde, Mortara correu pela Telmex Arden na GP2 Series em 2009, tendo como companheiro o futuro piloto da F1 Sergio Pérez. Edo conseguiu vencer a corrida sprint da primeira rodada em Barcelona, mas esse foi seu único pódio na temporada, e ele fechou o ano em décimo quarto, com 19 pontos, três a menos do que Pérez, o décimo segundo colocado.

### DTM

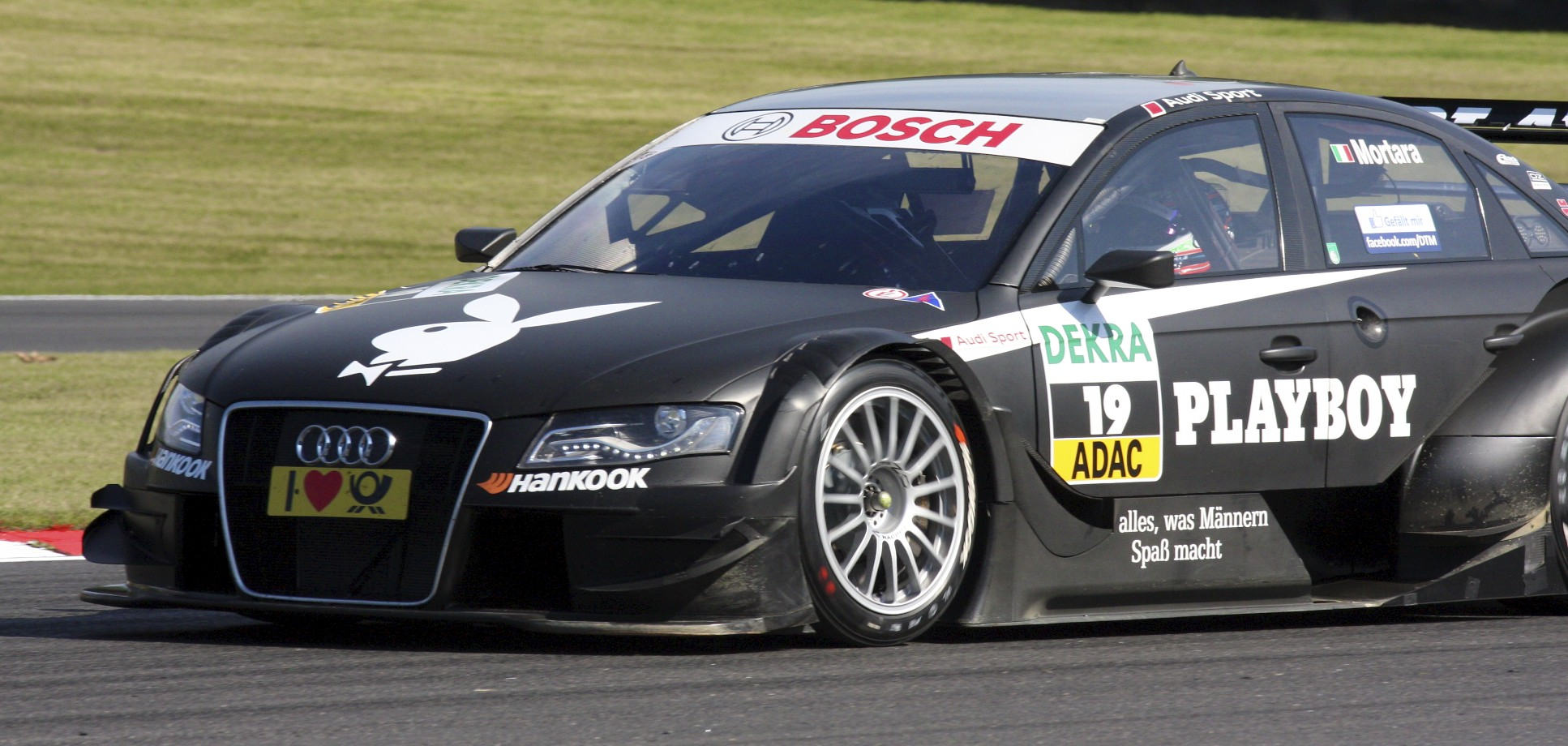
Mortara na Deutsche Tourenwagen Masters em 2011.

Mortara pilotou na Deutsche Tourenwagen Masters entre os anos de 2011 e 2018. Debutou pela Team Rosberg, surpreendendo ao vencer a corrida 1 do evento extracampeonato em Munique. Mais tarde no ano, conquistou dois pódios e se classificou em nono em sua temporada de estreia. Em 2012, obteve sua primeira pole em Spielberg, que também foi o palco de sua primeira vitória. Ele voltaria a vencer em Zandvoort e com mais um pódio em Nürburgring, ficou em quinto lugar.

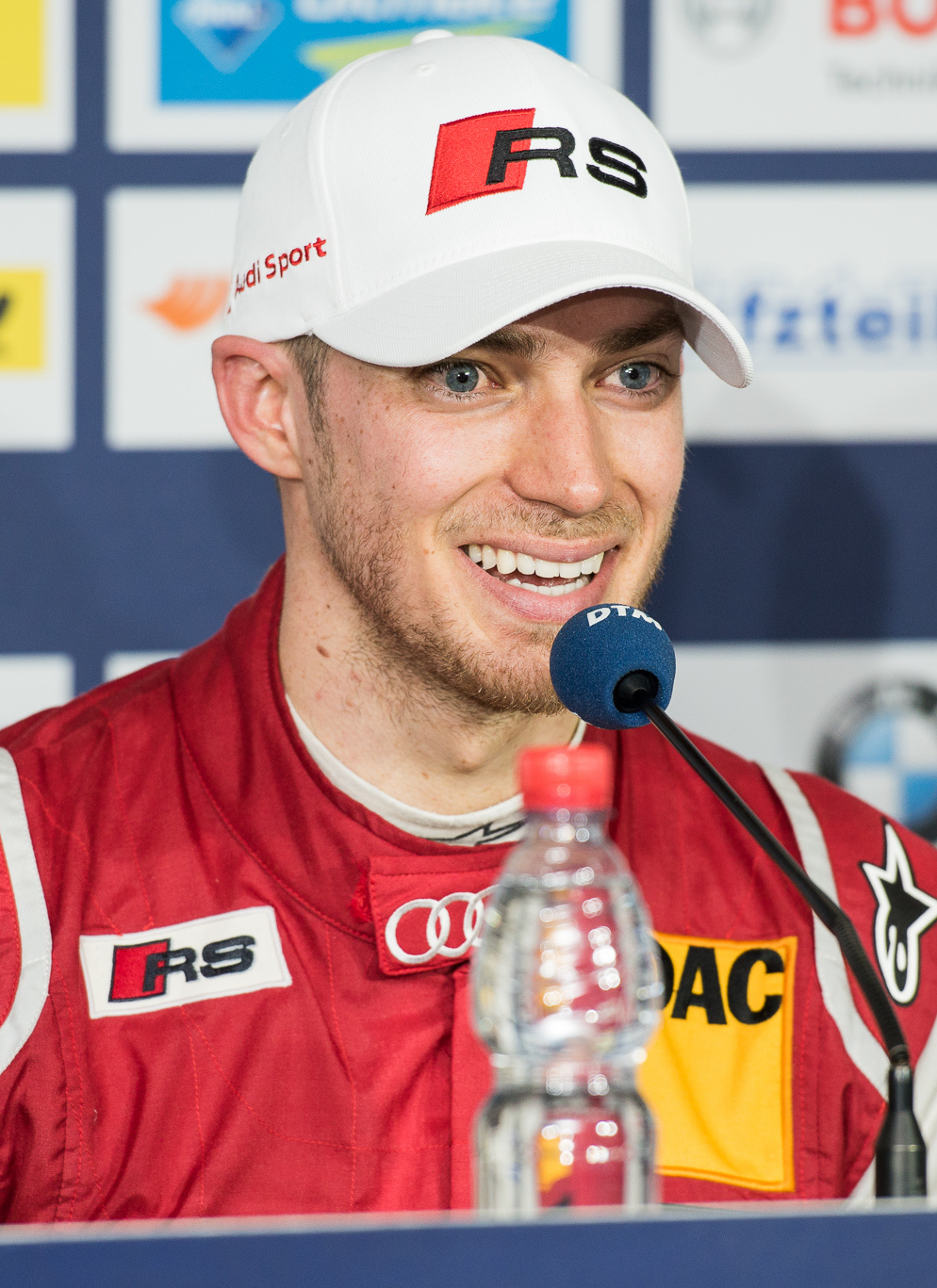
Mortara em 2014

Mas após um desempenho apagado em 2013, ano em que foi 21º colocado, com apenas 3 pontos somados, Mortara passou para a Audi Sport Team Abt Sportsline em 2014, voltando a aparecer no pódio e sendo quinto colocado, com 68 pontos, apenas um a menos do que Christian Vietoris. Em 2015, fez seis pódios e venceu a corrida 1 no Red Bull Ring, onde também fez a pole e a melhor volta, fechando o ano em quarto lugar, seu maior resultado até então.

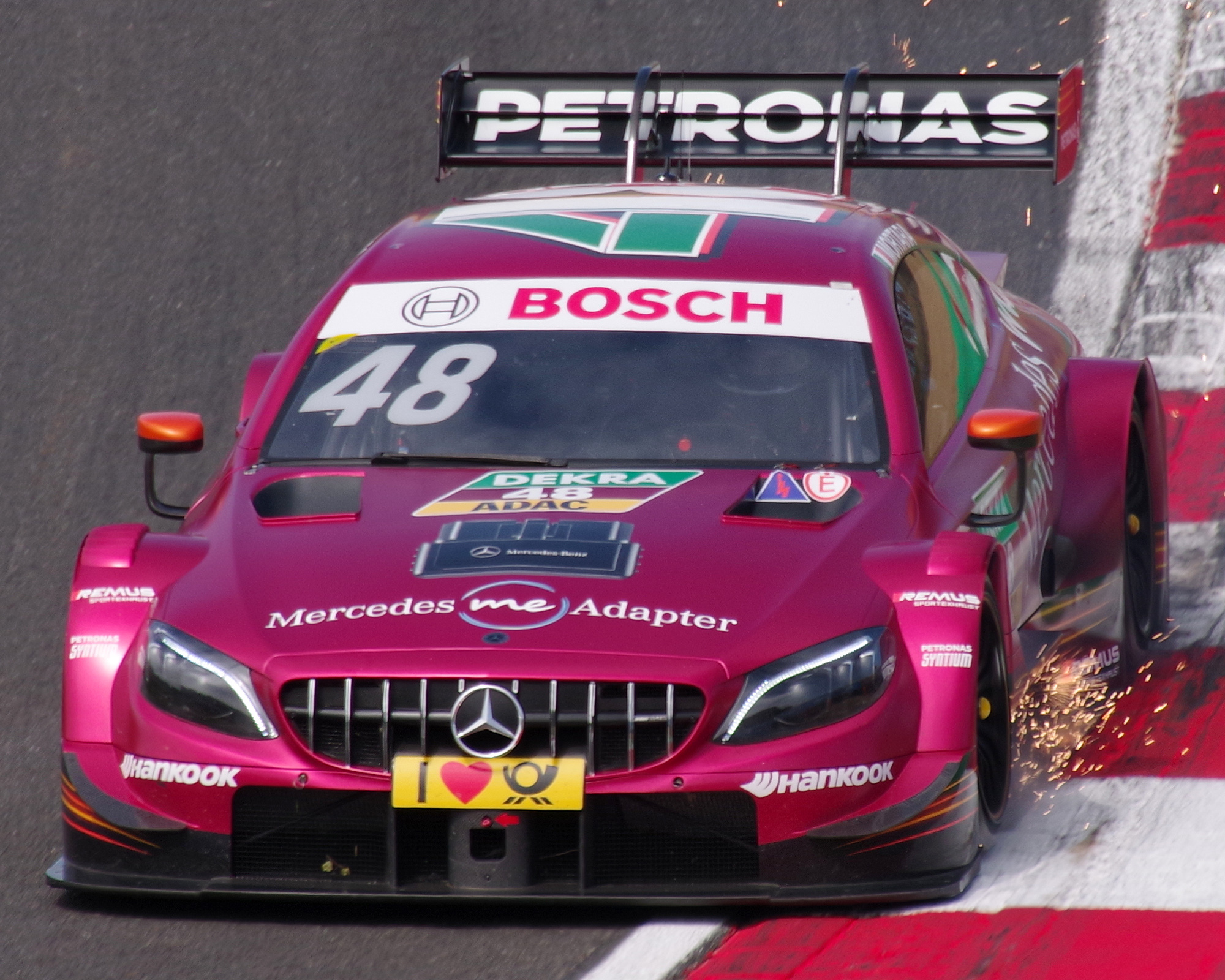
Mortara na etapa de Brands Hatch da DTM em 2018

Contudo, seu auge na categoria veio em 2016, quando brigou pelo título com seu velho rival da F3 Euro Marco Wittmann. Naquele ano, Mortara obteve cinco vitórias, sendo o maior vencedor, mas seu abandono na corrida 2 do Red Bull Ring, mais as outras quatro corridas fora da zona de pontuação fizeram com que o ítalo-franco-suíço amargasse o vice-campeonato, mesmo vencendo a última prova, com Wittmann o superando por apenas quatro pontos.
Mortara foi para a Mercedes-AMG Motorsport BWT em 2017, ficando lá por dois anos, mas não voltou a brigar pelo título. Em 2018, seu último ano na categoria, Mortara encerrou seu jejum de vitórias na corrida 1 em Lausitz, e triunfou pela última vez em Norisring, que também foi sua última pole. Ao todo, somou cinco pódios e ficou em sexto lugar. Mortara deixou a DTM ao final da temporada para se dedicar à Fórmula E.

### Gran Turismo
Desde 2011, Edoardo compete regularmente em corridas de Gran Turismo. Sua estreia foi na corrida de GT de Macau de 2011, que ele venceu, e o ítalo-franco-suíço repetiu a dose em 2012 e 2013. Mortara também venceu a Corrida Audi R8 LMS de 2013 e a Corrida de Qualificação e Corrida Principal da Copa do Mundo de GT de Macau de 2017. Ele ainda foi segundo colocado em 2022 e 2023, e terceiro em 2014 e 2018. Juntando esses resultados com seus triunfos no GP de Macau da F3 em 2009 e 2010, Mortara é o maior vencedor dentre todos os pilotos ou motociclistas que correram no Circuito da Guia até o momento, o que lhe rendeu o apelido de "Mr. Macau".

### Fórmula 1
Em 2012, Mortara participou da sessão de testes de novatos da Fórmula 1, realizada em Yas Marina. Ele pilotou o carro da Lotus com Davide Valsecchi e Nicolas Prost. Ele fez o terceiro melhor tempo no segundo dia de testes, sendo superado por Oliver Turvey e António Félix da Costa.

### Fórmula E

#### Venturi
Em outubro de 2017, Mortara participou de testes com a Venturi Racing em Valência, juntamente com James Rossiter e Michaël Benyahia, com o objetivo de avaliar qual deles seria a melhor opção para competir na Fórmula E na temporada seguinte. Como o ítalo-franco-suíço apresentou os melhores tempos, ele foi o escolhido para ser o titular da Venturi em 2017–18, o que marcou seu retorno aos monopostos em sete anos, e foi companheiro de Maro Engel.
Usando a licença suíça, Edo correu em nove rodadas, sendo substituído por Tom Dillmann na nona e nas duas últimas. O melhor momento dele no ano foi o segundo lugar no ePrix de Hong Kong de 2017, que também marcou seu primeiro pódio na categoria. Fechou a temporada em 13º, com 29 pontos, apenas dois a menos do que o companheiro Engel.

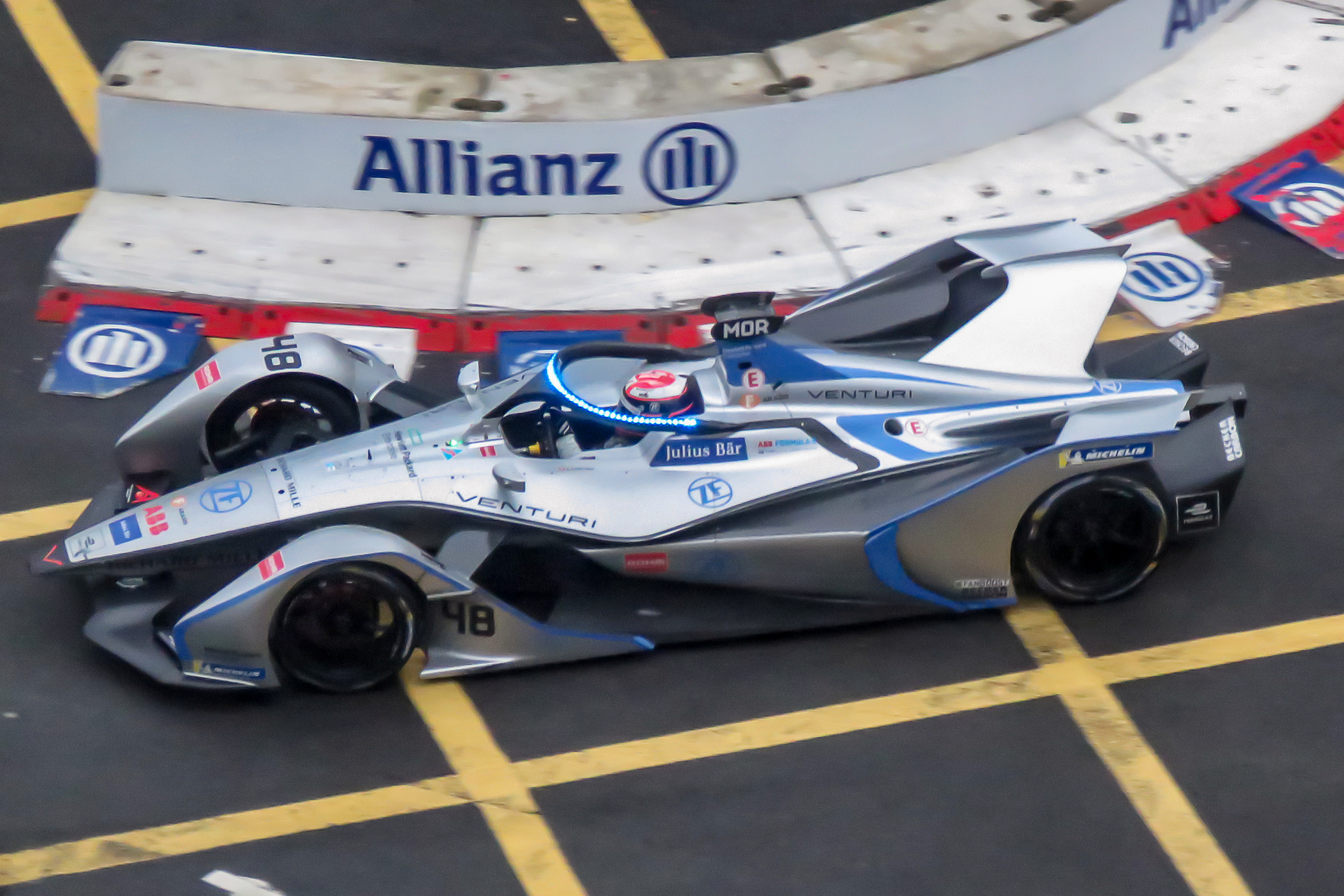
Mortara guiando a Venturi no ePrix de Hong Kong de 2019

Para 2018–19, Mortara passou a ter como colega de equipe o brasileiro Felipe Massa, que vinha de uma longa jornada na Fórmula 1. Apesar de ter sido uma temporada difícil para a equipe, Mortara se destacou por pontuar em três etapas, fazendo mais um pódio na Cidade do México e conquistando sua primeira vitória no ePrix de Hong Kong. Apesar de ter engatado uma sequência de sete abandonos a partir do ePrix de Roma, Mortara conseguiu ser o melhor piloto da Venturi no ano, conquistando 52 pontos, dezesseis a mais do que Massa, que terminou em décimo quinto, uma posição abaixo do suíço.
A dupla seguiu na Venturi em 2019–20, temporada na qual Mortara se mostrou mais constante na zona de pontuação. Foram sete corridas entre os dez primeiros, e ele voltou a ser o décimo quarto, fazendo 41 pontos, mas sua diferença para Massa foi ainda maior, já que o brasileiro fez apenas três pontos e ficou em vigésimo segundo lugar.

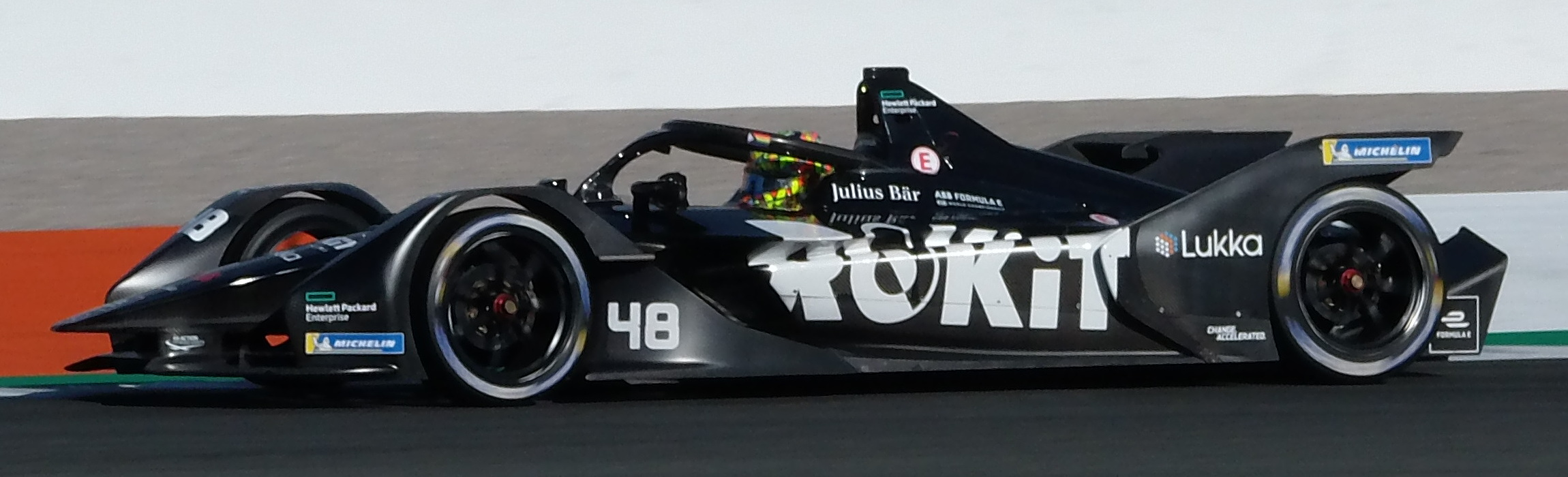
Mortara durante os testes em Valência em 2021

Em 2020–21, Mortara continuou na Venturi, mas viu Massa ceder seu lugar para Norman Nato. Foi a melhor temporada de Edo na F-E, ele foi um dos onze candidatos ao título, fazendo três pódios, incluindo uma vitória na corrida 2 de Puebla, mas se viu prejudicado pelos três abandonos que teve no ano, incluindo o da última prova em Berlim, que o definiu como vice-campeão, perdendo para Nyck de Vries por sete pontos. Mortara fez 92 pontos, apenas um a mais do que o terceiro colocado Jake Dennis.
Mortara permaneceu na Venturi em 2021–22, tendo mais um novo companheiro, o campeão da F-E Lucas Di Grassi. O suíço evoluiu ainda mais, tendo quatro vitórias, empatando como maior vencedor com Mitch Evans, mas acabou atrás dele e do campeão Stoffel Vandoorne ao final da temporada. Edo somou 169 pontos, 11 a menos do que Evans, 44 a menos do que Vandoorne, mas superou o companheiro Di Grassi, quinto colocado, por 45 pontos.

#### Maserati

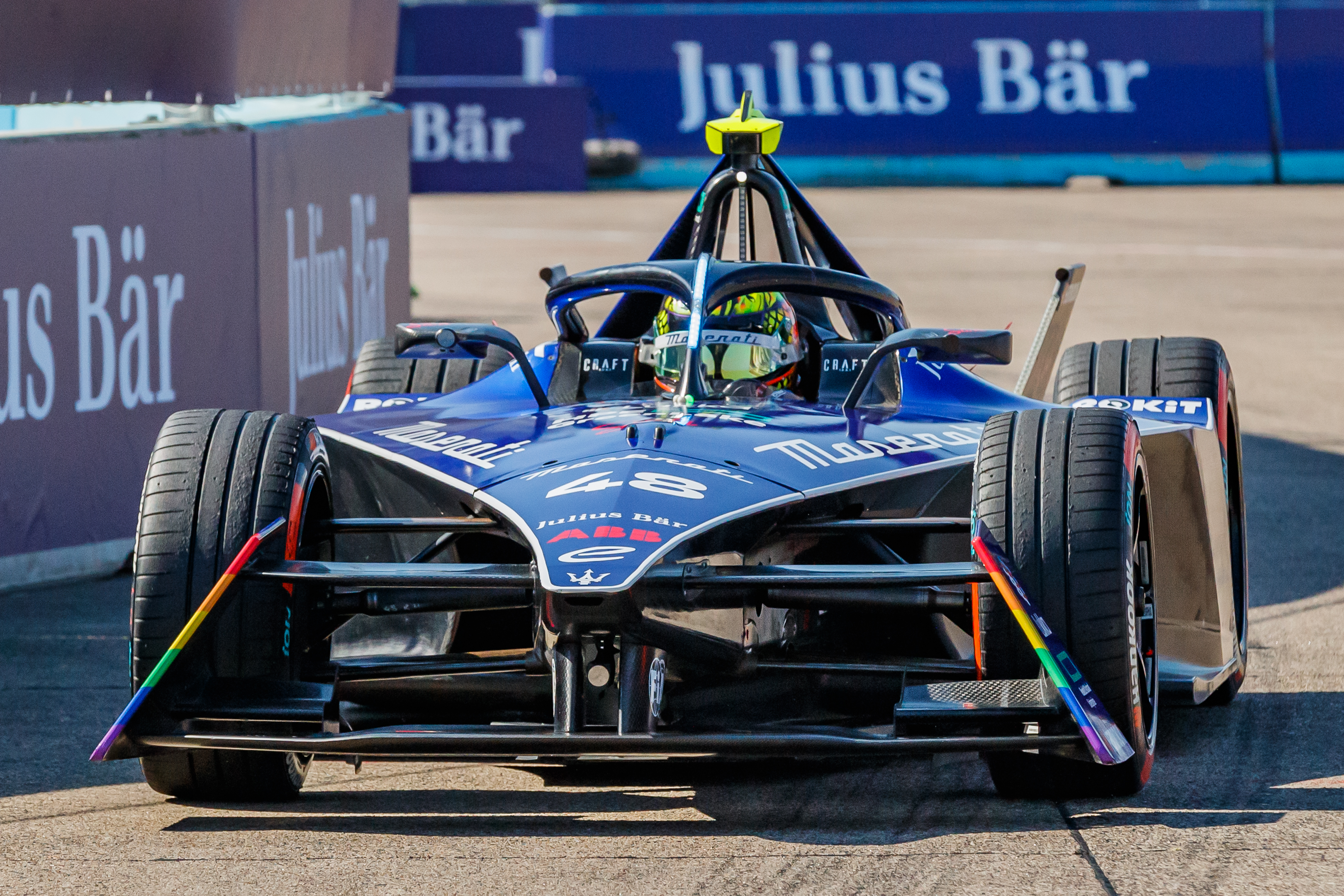
Mortara pilotando a Maserati durante o ePrix de Berlim de 2023

A Venturi foi transformada na equipe Maserati MSG Racing para a disputa da categoria a partir da temporada de 2022–23, e Mortara ganhou a companhia de Maximilian Günther. Foi a primeira temporada do novo chassi da categoria, o Gen 3, mas isso empurrou o suíço para o meio do pelotão, tendo um quarto lugar no ePrix de Roma como melhor resultado do ano. Mortara fez apenas 39 pontos, sendo o 14º colocado, enquanto Günther, o único a vencer e conquistar pódios pela Maserati, foi o sétimo e pontuou quase três vezes a mais que ele. Assim, Edo foi dispensado pela equipe Maserati MSG após o final da temporada.

#### Mahindra

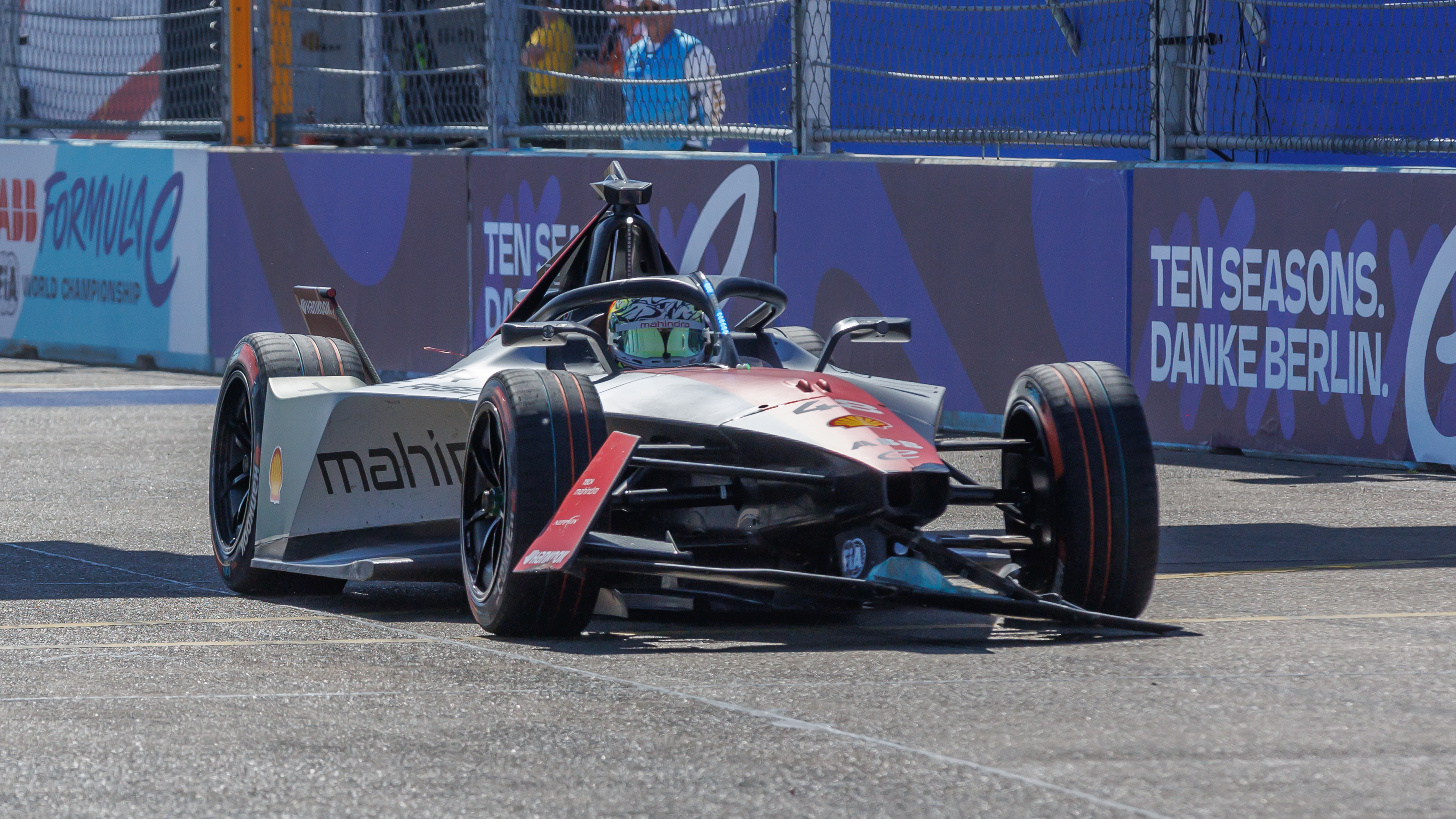
Mortara guiando a Mahindra durante o ePrix de Berlim de 2024

Em 27 de setembro de 2023, foi anunciado a contratação de Mortara pela equipe Mahindra Racing para a disputa da temporada de 2023–24, juntamente com Nyck de Vries. O suíço pontuou apenas três vezes, tendo entre seus melhores momentos a surpreendente pole na corrida 1 do ePrix de Berlim e o quarto lugar na corrida 1 de Portland. Fechou a temporada como 16º colocado, com 29 pontos, onze a mais do que De Vries, o 18º.
Ele e Nyck permaneceram com a Mahindra para a disputa da temporada de 2024–25. No ePrix de Jacarta, Mortara encerrou seu jejum de pódios ao encerrar a prova em segundo lugar, mas declarou estar "um pouco decepcionado" por conta do timing do safety car, que o impediu de tirar a vitória de Dan Ticktum. Foi novamente ao pódio após ser terceiro colocado na corrida 1 do ePrix de Berlim.

### Mundial de Endurance

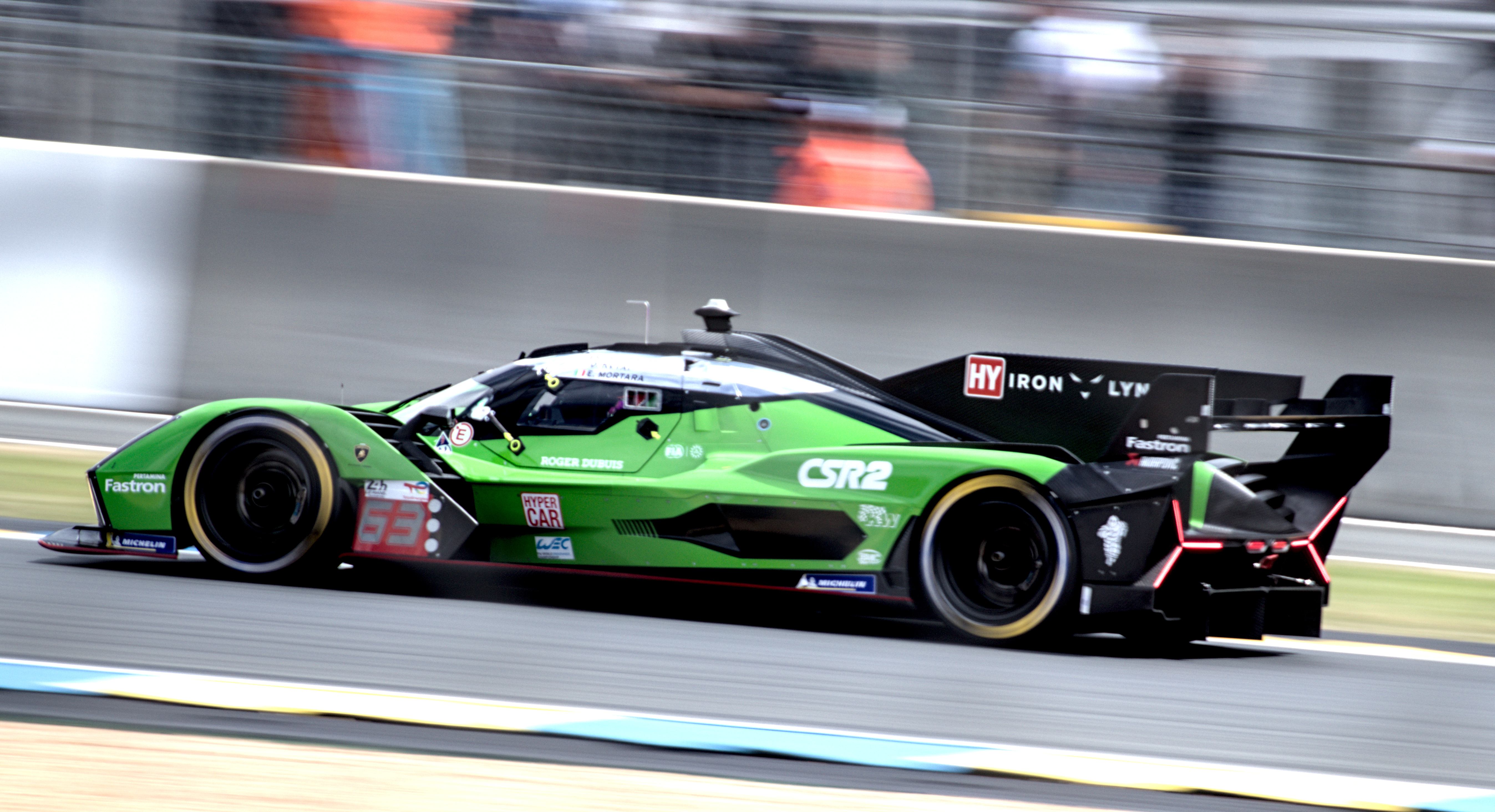
Carro que Mortara pilotou nas 24 Horas de Le Mans de 2024

Mortara participou do Campeonato Mundial de Endurance da FIA em 2024, correndo pela Lamborghini Iron Lynx na classe Hypercar, dividindo o carro número 63 com Mirko Bortolotti e Daniil Kvyat. O melhor resultado do trio foi o décimo lugar nas 24 Horas de Le Mans. Com isso, Mortara ficou em 32º lugar, somando apenas dois pontos. Mas a Lamborghini encerrou sua participação na categoria ao final daquela temporada, e assim, Mortara não retornou para 2025.

### IMSA
Em 2025, Mortara fez sua primeira participação nas 24 Horas de Daytona, tradicional prova do IMSA Sportscar Championship. Ele correu pela Automobili Lamborghini Squadra Corse na classe GTP, guiando o Lamborghini SC63 número 63 com Bortolotti, Kvyat e Romain Grosjean, mas abandonou em menos de três horas de prova por problemas mecânicos.